# Ágh György
Ágh György (Budapest, 1999. szeptember 16. – ) Európa-bajnoki ezüstérmes magyar válogatott vízilabdázó, a 2024/25-ös szezonra az Olympic Roma játékosa center poszton.

## Sportpályafutása
A BVSC-ben kezdett vízilabdázni, majd 2022-ben a Hangay Zoltán által irányított Szolnoki Dózsa együtteséhez igazolt. Ugyanebben az évben tagja volt a Varga Zsolt vezette Európa-bajnoki ezüstérmes magyar válogatottnak. Két Szolnokon töltött szezon után egy évre az Olympic Roma játékosa lett.

## Eredményei

### Klubcsapattal

#### BVSC
- Magyar Kupa
  - Bronzérmes: 2019

### Válogatottal
- Európa-bajnokság
  - Ezüstérmes: 2022